# Rivista letteraria

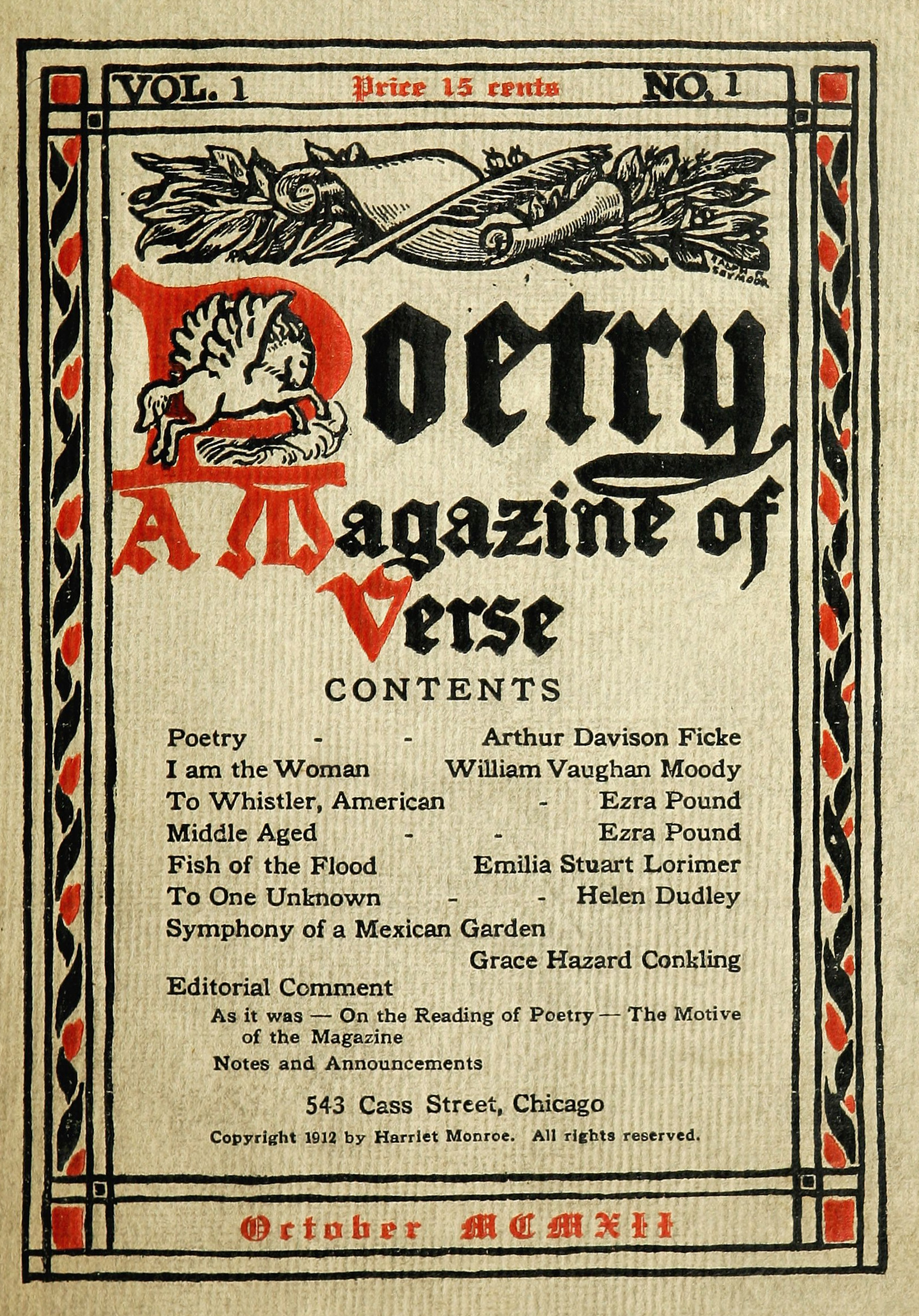
La copertina del primo numero della rivista Poetry, pubblicata nel 1912.

Una rivista letteraria è una pubblicazione che si occupa di letteratura e che offre spazi a scrittori e poeti, affermati o esordienti, per proporre al pubblico le loro opere. Fino al secolo scorso la pubblicazione su una rivista si poneva come una tappa fondamentale per chi volesse entrare nel mondo delle lettere. In moltissime biografie di scrittori del passato l'esperienza della rivista letteraria rappresentava l'inizio della loro carriera.

## Storia
Nouvelles de la république des lettres è considerata la prima rivista letteraria; fu fondata da Pierre Bayle in Francia nel 1684. Le riviste letterarie divennero comuni nella prima parte del XIX secolo, rispecchiando un aumento generale del numero di libri, riviste e giornali accademici pubblicati in quel momento. In Gran Bretagna, i critici Francis Jeffrey, Henry Brougham e Sydney Smith fondarono l'Edinburgh Review nel 1802. Altre recensioni britanniche di questo periodo includevano la Westminster Review (1824), The Spectator (1828) e Ateneo (1828). Negli Stati Uniti, i primi giornali includevano il Philadelphia Literary Magazine (1803–1808), il Monthly Anthology (1803–11), che divenne la North American Review, la Yale Review (fondata nel 1819), The Yankee (1828–1829) The Knickerbocker (1833–1865), Dial (1840–44) e De Bow's Review (1846–80) con sede a New Orleans. Diverse importanti riviste letterarie furono pubblicate a Charleston, nella Carolina del Sud, tra cui The Southern Review (1828–32) e Russell's Magazine (1857–60). La più importante rivista letteraria canadese del 19º secolo era la Literary Garland, con sede a Montreal. 

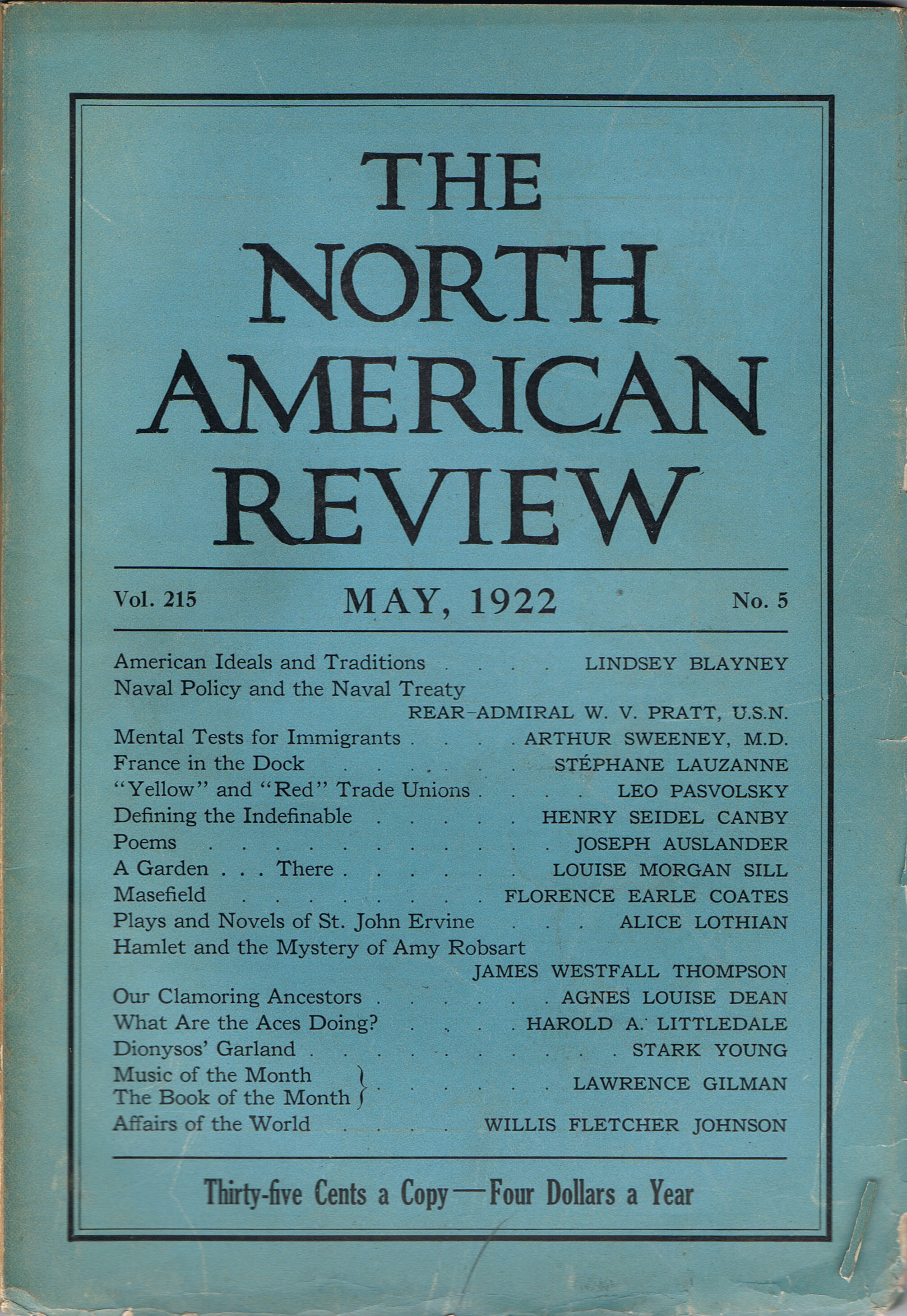
Copertina del numero 5 della rivista The North American Review, 1922

La North American Review, fondata nel 1815, è la più antica rivista letteraria americana. Tuttavia, la sua pubblicazione fu sospesa durante la seconda guerra mondiale, mentre la Yale Review (fondata nel 1819) continuò la pubblicazione; quindi la rivista Yale è la più antica rivista letteraria in continua pubblicazione. Iniziato nel 1889, Poet Lore è considerato il più antico giornale dedicato alla poesia. Entro la fine del secolo, le riviste letterarie erano diventate un elemento importante della vita intellettuale in molte parti del mondo. Una delle riviste letterarie più importanti del mondo di lingua araba del XIX secolo era Al-Urwah al-Wuthqa.
Tra le riviste letterarie che hanno avuto inizio nella prima parte del XX secolo c'è la rivista Poetry. Fondata nel 1912, pubblicò la prima poesia di TS Eliot, "The Love Song of J. Alfred Prufrock". Altre importanti riviste letterarie dell'inizio del XX secolo includono The Times Literary Supplement (1902), Southwest Review (1915), Virginia Quarterly Review (1925), World Literature Today (fondata nel 1927 come Books Abroad prima di assumere il nome attuale nel 1977), Southern Revisione (1935) e Nuove lettere (1935). La Sewanee Review, sebbene fondata nel 1892, ottenne importanza in gran parte grazie ad Allen Tate, che divenne editore nel 1944.
Due delle riviste più influenti, anche se radicalmente diverse, dell'ultima metà del 20º secolo sono state The Kenyon Review (KR) e Partisan Review. La Kenyon Review, edita da John Crowe Ransom, sposava la cosiddetta corrente New Criticism. Il suo pensiero era dichiaratamente apolitico. Sebbene Ransom provenisse dal sud e abbia pubblicato autori di quella regione, KR ha anche pubblicato molti autori internazionali e con sede a New York. La Partisan Review è stata inizialmente associata al Partito Comunista Americano e al John Reed Club (una federazione americana di organizzazioni locali rivolte a scrittori, artisti e intellettuali marxisti, dal nome del giornalista e attivista americano John Reed); tuttavia, ha presto rotto i rapporti con il partito.
La metà del XX secolo vide un boom del numero di riviste letterarie, che corrispondeva all'ascesa della piccola stampa. Tra le riviste importanti che hanno avuto inizio in questo periodo c'erano Nimbus: A Magazine of Literature, the Arts, and New Ideas, che iniziò la pubblicazione nel 1951 in Inghilterra, la Paris Review, fondata nel 1953, The Massachusetts Review and Poetry Northwest, che sono stati fondati nel 1959, X Magazine, che ha funzionato dal 1959 al 1962, e il Denver Quarterly, iniziata nel 1965. Gli anni '70 hanno visto un'altra impennata nel numero di riviste letterarie, con un certo numero di riviste illustri che hanno iniziato questo decennio, tra cui Columbia: A Journal of Literature and Art, Plowshares, The Iowa Review, Granta, Agni, The Missouri Review e New England Review. Altre riviste cartacee molto apprezzate includono The Threepenny Review, The Georgia Review, Ascent, Shenandoah, The Greensboro Review, ZYZZYVA, Glimmer Train, Tin House, Half Mystic Journal, la rivista canadese Brick, la rivista australiana HEAT e Zoetrope: All-Story.
Il Committee of Small Magazine Editors and Presses (COSMEP) è stato fondato da Hugh Fox a metà degli anni '70. Len Fulton, editore e fondatore di Dustbook Publishing, ha assemblato e pubblicato il primo vero elenco di queste piccole riviste e dei loro editori a metà degli anni '70. Ciò ha permesso ai poeti di scegliere le pubblicazioni più adatte al loro lavoro e la vitalità di questi editori indipendenti è stata riconosciuta dalla comunità più ampia, incluso il National Endowment for the Arts, che ha creato un comitato per distribuire denaro a sostegno di questo fiorente gruppo di editori chiamato Consiglio di coordinamento delle riviste letterarie (CCLM). Questa organizzazione si è evoluta nel Council of Literary Magazines and Press (CLMP).
Esistono molti premi prestigiosi per le opere pubblicate su riviste letterarie tra cui il Premio Pushcart e l'O. Henry Awards. Le riviste letterarie forniscono anche molti dei pezzi nei volumi annuali The Best American Short Stories e The Best American Essays.

## Riviste letterarie online
SwiftCurrent, creata nel 1984, è stata la prima rivista letteraria online. Funzionava più come un database di opere letterarie che come una pubblicazione letteraria. Nel 1995 la Mississippi Review è stata la prima grande rivista letteraria a lanciare una pubblicazione completamente online. Nel 1998 Timothy McSweeney's Quarterly Concern fu pubblicata e creò rapidamente un proprio pubblico. Intorno al 1996, le riviste letterarie iniziarono ad apparire più regolarmente online. All'inizio alcuni scrittori e lettori hanno respinto le riviste letterarie online in quanto non eguali in qualità o prestigio alle loro controparti cartacee, mentre altri hanno affermato che queste non erano propriamente riviste ma pubblicazioni elettroniche. Una delle prime riviste letterarie è stata The Morpo Review, pubblicata da un gruppo di Omaha, nel Nebraska, negli anni '90. Da allora, tuttavia, molti scrittori e lettori hanno accettato le riviste letterarie online come un altro passo nell'evoluzione delle riviste letterarie indipendenti.

## Piccole riviste letterarie

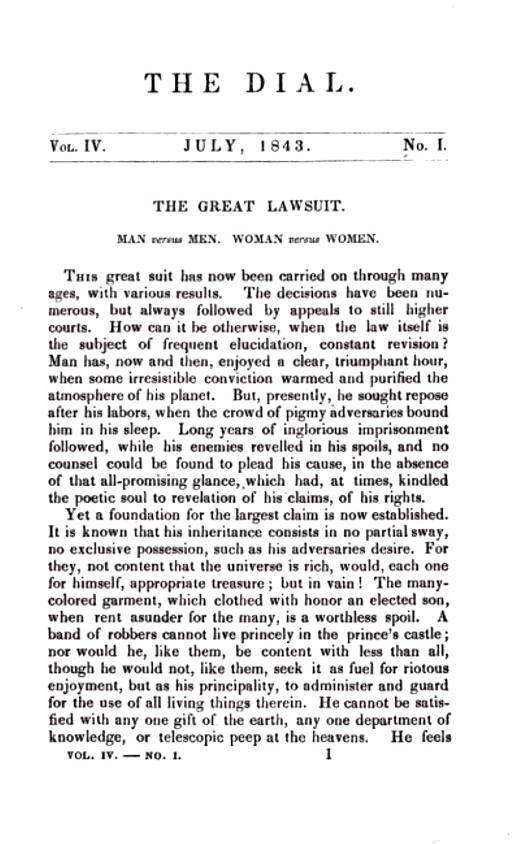
Numero di luglio 1843 di The Dial, con "The Great Lawsuit" di Margaret Fuller

Le caratteristiche tradizionali di una piccola rivista includono un formato 5 x 8 pollici (12,7 cm × 20,3 cm), una copertina a due colori e un programma di pubblicazione semestrale o trimestrale. Le riviste letterarie che non si qualificano come piccole riviste per questi motivi includono Oxford American e Doubletake della Lindhurst Foundation, che misurano 9 x 12 pollici (22,9 cm × 30,5 cm), con complesse copertine a 4 colori e bi-colore con programmi editoriali mensili.
Esse sono riviste letterarie che pubblicano spesso letteratura sperimentale e scritti anticonformisti di scrittori relativamente sconosciuti. In genere avevano pochi lettori, erano finanziariamente limitate o non commerciali, venivano pubblicate in modo irregolare e mostravano innovazione artistica.
I primi esempi significativi sono la pubblicazione trascendentalista The Dial (1840–44), a cura di Ralph Waldo Emerson e Margaret Fuller, a Boston, e The Savoy (1896), a cura di Arthur Symons, a Londra, che aveva come agenda una rivolta contro il materialismo vittoriano. Piccole riviste sono state significative per i poeti che hanno plasmato i movimenti d'avanguardia come il Modernismo e il Postmodernismo in tutto il mondo nel ventesimo secolo.
Il terzo quarto del 20º secolo ha visto la fondazione di molte piccole riviste nel sud, da Appalachee Quarterly nel 1971 attraverso The Chattahoochee Review nel 1980 a Five Points nel 1997, ancora dedicate al tema della letteratura delle piccole riviste: tra cui cortometraggi, poesia, recensioni di libri e saggistica creativa. Come ha fatto The Land We Love nel 19º secolo, le piccole riviste del 20º secolo ricevevano ancora molti più contributi letterari non richiesti di quanti ne pubblicassero, ad esempio l'Atlanta Review riportando nel 1997 di aver ricevuto 12.000 richieste ogni 100 pezzi pubblicati.
Il desiderio di pubblicazioni a basso budget ha portato una rivoluzione online alle piccole riviste all'inizio del XXI secolo. In primo luogo, abbracciando i blog, si sono diversificati su Twitter, Facebook e molti altri canali di pubblicazione online. La rivoluzione online ha anche sollevato possibilità di contenuti sotto forma di podcast e contenuti audiovisivi non possibili in un formato puramente cartaceo.